# Bellizzi
Bellizzi ist eine italienische Gemeinde mit 13.300 Einwohnern (Stand 31. Dezember 2023) in der Provinz Salerno in der Region Kampanien.

## Geografie
Die Nachbargemeinden sind Battipaglia, Montecorvino Pugliano, Montecorvino Rovella und Pontecagnano Faiano. Die Ortsteile sind Bivio di San Vito, Bivio Pratole, Borgonovo, Fabbrica Nova, Olmo und Rapaciceri.